# Ana Rech
Anna Maria Pauletti Rech (Pedavena, 1º ottobre 1828 – Caxias do Sul, 16 maggio 1916) è stata un'immigrata italiana trapiantata in Brasile, fondatrice del distretto che porta il suo nome nella città di Caxias do Sul.
La sua figura è vista nella Microregione di Caxias do Sul come uno dei simboli dell'immigrazione italiana nel Rio Grande del Sud.

## Biografia
Figlia di Giovanni Pauletti e Maria Roncen di Marco, Anna nacque a Pedavena, vicino a  Feltre, il 1 ottobre 1828; sposò Osvaldo Rech il 20 novembre 1847; come lei, anche Osvaldo era figlio di poveri contadini. I due ebbero nove figli, di cui sette sopravvissuti all'infanzia: Angelo, Giuseppe, Vittorio, Giovanni, Libera, Teresa e Giovanna. Il 12 dicembre 1876, Anna divenuta vedova ed in gravi difficoltà economiche, decise di emigrare insieme ad un gruppo di familiari e conoscenti. Nell'aprile del 1877, le venne affidato il lotto 104 a Travisão Leopoldina, nell'ex Colonia Caxias; al suo figlio maggiore, Angelo, toccò un lotto contiguo, che insieme al suo comprese 50 ettari.
Queste terre erano situate accanto ad un percorso ampiamente utilizzato dai Tropeiros (mandriani) e, realizzando le possibilità, Anna aprì una pensione insieme ad un piccolo negozio, creando un paddock ben fornito per far riposare gli animali. Presto la sua attività divenne nota e frequentata.

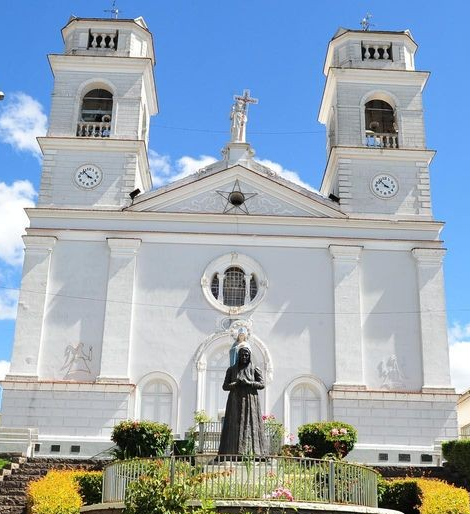
Monumento in omaggio della pioniera Ana Rech, di fronte alla Chiesa di Nostra Signora di Caravaggio

Allo stesso tempo, Anna acquisì rispetto nella comunità che si stava formando con l'arrivo di altri immigrati. Divenne nota per la sua disponibilità ad aiutare i bisognosi, donò diverse frazioni di terra per la costruzione della chiesa e del cimitero e vendette a basso prezzo un grande appezzamento di terra per la costruzione del collegio e del convento camaldolese. Svolse anche attività di ostetrica ed infermiera, aiutando molte donne nei loro parti; fu inoltre una dei principali promotori della devozione alla Madonna del Caravaggio nella comunità. La chiesa, che aiutò a fondare, divenne col tempo il quartier generale del villaggio.
Dal 1906, con un boom economico ed una fama personale che si diffuse anche fuori dal Brasile, il luogo in cui Anna visse, finì per diventare un punto di riferimento geografico in tutta la regione; tutti sapevano dove si trovava e come arrivare ad "Ana Rech". Nel 1927, "Ana Rech" venne ufficialmente registrato fra i distretti di Caxias do Sul ed emancipato col nome della pioniera; l'emancipazione fu però annullata l'anno successivo, ma il nome fu preservato. 

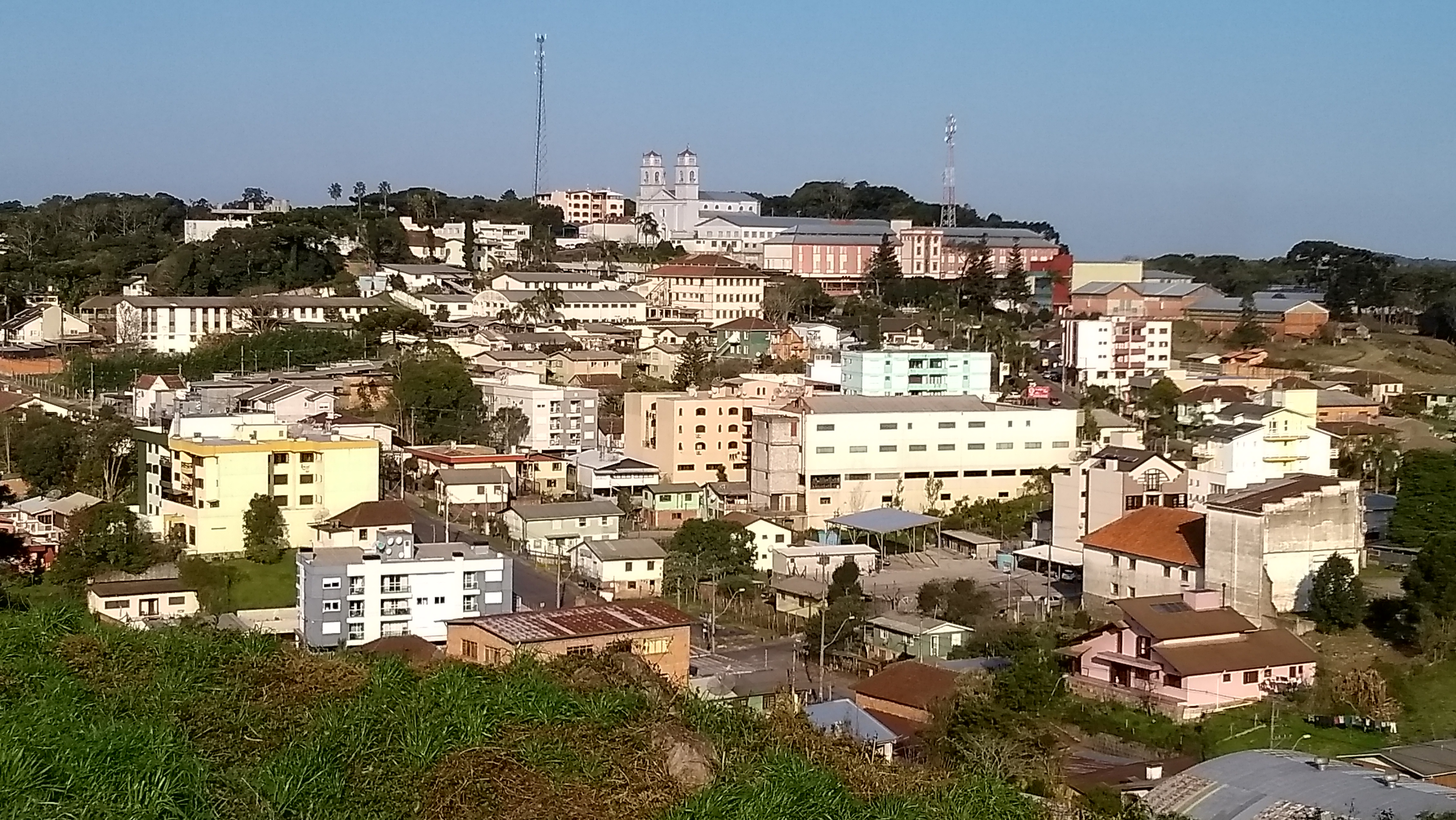
Il centro del distretto di Ana Rech. In cima, la Chiesa Madre

La ricercatrice Maíra Vendrame ne fornisce questo esauriente ritratto:

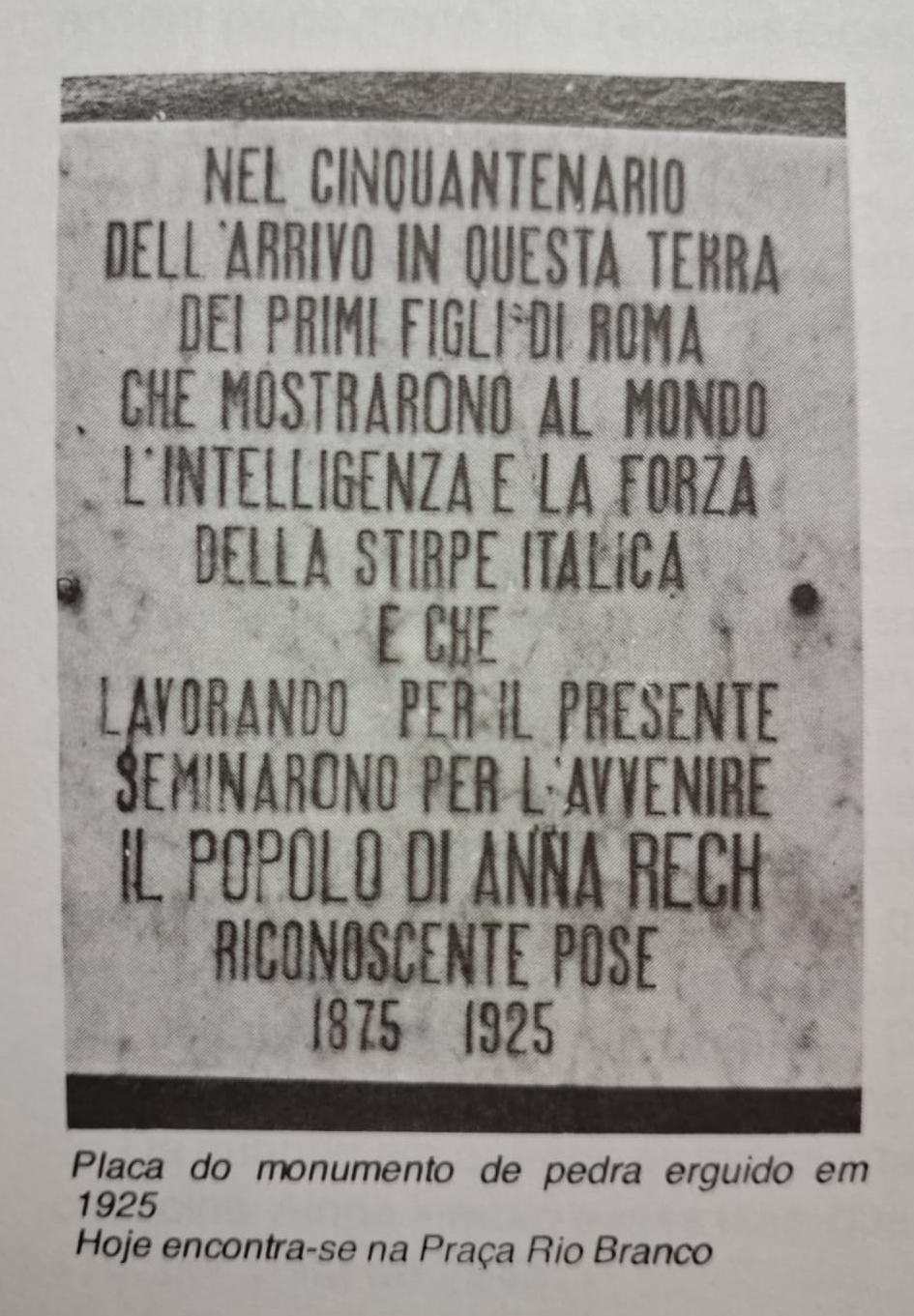
Targa commemorativa, Ana Rech 1925

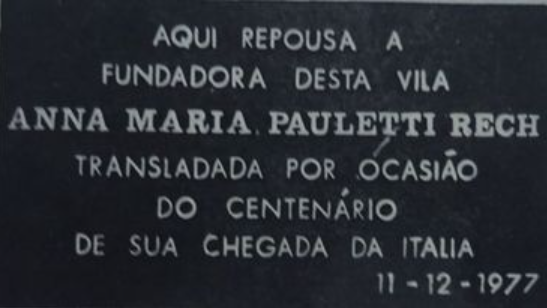
Targa in occasione del centenario dell'arrivo in Brasile di Anna Rech

Nel 1977, in commemorazione del centenario della sua immigrazione, una statua in bronzo a grandezza naturale, creata da Bruno Segalla, è stata inaugurata in suo onore; venne posizionata nel centro del quartiere, nella piazza di fronte alla chiesa Matriz Nossa Senhora de Caravaggio. Durante l'inaugurazione, i resti della pioniera furono trasferiti dal cimitero all'interno della chiesa. Nel 2016, nel centenario della sua morte, è stata ricordata in un articolo di Rodrigo Lopes sul giornale Pioneiro. Nel 2017, la legislatura di Caxias do Sul ha reso omaggio ai 140 anni dalla sua nascita, sottolineando la sua vita di lavoro, di eroismo e la sua visione umanitaria; una targa commemorativa fu donata ai suoi discendenti. Nello stesso anno, è stato pubblicato il libro A Viagem de Anna Rech, da Salvatore Liotta. Pedavena, sua città natala  è stata gemellata con Caxias do Sul ed una scuola, sempre di Pedavena, è stata intitolata in suo onore.

## La famiglia di Anna Rech

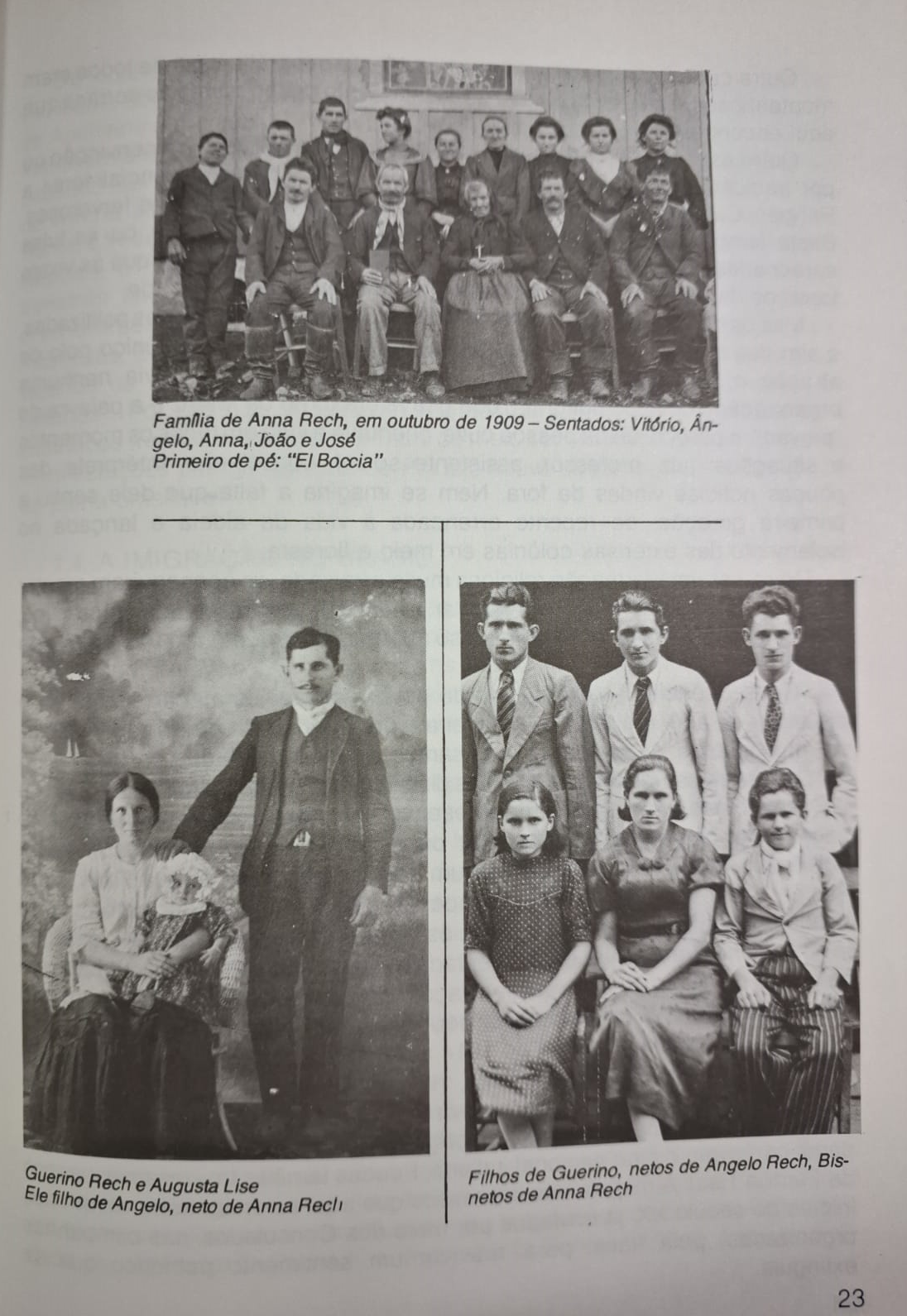
In alto, Anna Rech, accanto ai figli e alle nuore (alla sua destra, il figlio maggiore, Angelo). Sotto c'è il più giovane figlio di Angelo, Guerino Rech, e, accanto a lui, i suoi figli, incluso il più giovane all'epoca della foto, Quintino João Rech (sui trent'anni).

I discendenti della fondatrice Anna Maria Pauletti Rech sono sparsi in tutto il paese, tuttavia la maggior parte di loro si trova nel Rio Grande do Sul. Padre Anarrequence João Leonir Dall'Alba ha compilato - come meglio poteva con le risorse dell'epoca -, nei suoi tre libri sulla pellegrina, la genealogia di Anna, nelle sue famiglie Pauletti e Rech, dedicando un titolo specifico a "Origini e discendenza di Anna Pauletti Rech".
Anna Maria Pauletti Rech e Osvaldo Rech hanno avuto nove figli. 1) Maria Teresa (15/09/1848 - 09/06/1868), sposò il 5 febbraio 1868 Pietro Menegat, figlio di Jacomo Menegat, residente a Tornaolo. Il secondo figlio, ma primo dei sette che accompagnarono la madre, è 2) Angelo (09/06/1850). Questo Angelo, colto, si sposerà in Brasile. 3) Teresa (28.03.1853), disabile. 4) Giuseppe (17/03/1855 - 18/03/1855); 5) Líbera (05/07/1856), anche lui disabile. 6) Giuseppe (03/10/1858). 7) Vittore (26/05/1861). 8) Maria Giovanna (22/06/1863). 9) Giovanni (15/05/1865).
Angelo, all'età di 26 anni, sposò la vedova Luigia (Luísa), il cui primo marito era morto durante la traversata dell'oceano. Vissuto ad Ana Rech, era molto legato alla Chiesa, di cui era sagrestano. Accompagnava spesso i sacerdoti nei loro viaggi a cavallo attraverso l'interno. João sposò Lucia Buffon, figlia di José Costanzo Buffon. Giovanna (Joana) sposò Antunes Custódio da Silva. Vitório (Vittore) era sposato con Maria Balanzin. Ha cantato il giono della commemorazione dei defunti in latino. Libera morì nubile nel 1933. Teresa morì intorno al 1920. José (Giuseppe) era un mandriano e morì prima della madre.